# Verband Beratender Ingenieure
Der Verband Beratender Ingenieure e. V. (VBI) ist mit rund 1.600 Mitgliedsunternehmen und mehr als 46.000 Beschäftigten die führende berufspolitische und wirtschaftliche Interessenvertretung der planenden und beratenden Ingenieure in Deutschland. Seine Mitglieder sind unabhängig von Hersteller- und Lieferinteressen auf allen Gebieten des technischen, naturwissenschaftlichen und technisch-wirtschaftlichen Consulting tätig. Der Sitz des VBI befindet sich in Berlin.

## Mitglieder
Ordentliche Verbandsmitglieder sind Unternehmen Beratender Ingenieure und freiberuflich geführte Unternehmen, die unabhängig auf den Gebieten des Ingenieurwesens oder auf anderen technisch, technisch-wirtschaftlichen oder naturwissenschaftlichen Gebieten beratend, planend, überwachend, koordinierend, begutachtend oder prüfend tätig sind. Sie müssen durch mindestens einen persönlichen Vertreter repräsentiert werden. Diese Vertreter sind  Beratende Ingenieure oder andere Personen, die als Alleininhaber, Gesellschafter, Vorstände, Geschäftsführer, Prokuristen oder Handlungsbevollmächtigte eigenverantwortlich tätig und beruflich befähigt sind. Als beruflich befähigt gilt, wer ein technisches, technisch-wirtschaftliches oder naturwissenschaftliches Studium erfolgreich abgeschlossen hat und danach mindestens 5 Jahre lang auf seinem Fachgebiet tätig gewesen ist.

## Aufgaben und Ziele
Der Verband vertritt die berufspolitischen und wirtschaftlichen Interessen der unabhängigen beratenden und planenden Mitglieder.
Dies geschieht insbesondere durch:
- Die Information der Öffentlichkeit über den Wert qualifizierter unabhängiger Beratung und Planung auf den Gebieten des Ingenieurwesens und auf technisch-naturwissenschaftlichen und technisch-wirtschaftlichen Gebieten zum Nutzen der Allgemeinheit.
- Die Förderung einer zukunftsorientierten unabhängigen Beratung und Planung unter Berücksichtigung der Belange der Umwelt und der Lebensqualität der Menschen.
- Die Einwirkung auf Entscheidungen von Gesetzgebungskörperschaften, Regierungen, Verwaltungen oder sonstigen Institutionen im nationalen und internationalen Bereich.
- Die Förderung qualifizierter Aus- und Weiterbildung.
- Die Förderung des beruflichen Erfahrungsaustauschs.
- Die Beratung und Betreuung der Verbandsmitglieder als Arbeitgeber und freiberufliche Unternehmer.

## Geschichte
Am 3. Oktober 1903 gründeten in Berlin sechs Ingenieure der Fachrichtung Elektrotechnik den Verein Beratender Ingenieure für Elektrotechnik. Der Verein sollte laut Satzung der „Sicherung und Erhaltung bzw. Vervollkommnung und Erweiterung der elektrischen Anlagen durch unabhängige Beratung“ dienen. Er wurde am 21. November 1903 ins Vereinsregister eingetragen.
1911 beschlossen die Mitglieder die Öffnung des Vereins für andere Fachrichtungen und verkürzten den Namen zu „Verein Beratender Ingenieure“. Die Folgen der Weltwirtschaftskrise führte nach 1929 zu einem Absinken der Mitgliederzahl auf fast 100.
1933 begann die Gleichschaltung durch die Nationalsozialisten. 1941 erfolgte die endgültigen Aberkennung der Vereinseigenschaft und die Eingliederung in die „Gruppe der Beratenden Ingenieure“ im NS-Bund Deutscher Technik.
Im November 1945 wurde der VBI in Düsseldorf neu gegründet. Eine Neubelebung der Verbandsaktivitäten in Leipzig wurde von der sowjetischen Militärbesatzung unterbunden. Präsident des Verbandes von 1950 bis 1966 war Werner Zeller. 1990 erfolgte die Gründung der VBI-Landesverbände in Ostdeutschland. 1999 kehrte die VBI-Bundesgeschäftsstelle zurück nach Berlin. Im Januar 2009 trat der Verband Unabhängig Beratender Ingenieure und Consultants VUBIC im Rahmen eines Verschmelzungsvertrages dem VBI bei.

## Verbandsführung
- Präsident: Jörg Thiele, Chemnitz
- Hauptgeschäftsführer: Sascha Steuer, Berlin

Der Sitz des Verbandes ist Berlin, wo sich auch die Bundesgeschäftsstelle befindet.

## Struktur und wesentliche Gremien
Höchstes Entscheidungsgremium ist der VBI-Verbandstag (Mitgliederversammlung). Er wählt alle drei Jahre den Präsidenten und den Vorstand. VBI-Vorstand und Vertreter der Landesverbände bilden den VBI-Verbandsrat.
Der VBI untergliedert sich
geografisch in:
- Landesverbände (Baden-Württemberg, Bayern, Berlin-Brandenburg, Bremen, Hamburg,  Hessen, Mecklenburg-Vorpommern, Niedersachsen, Nordrhein-Westfalen, Rheinland-Pfalz,  Saarland, Sachsen, Sachsen-Anhalt, Schleswig-Holstein, Thüringen)

fachlich in:
- Ausschüsse (Konstruktiver Ingenieurbau, Ausland, Verkehr, Wasserwirtschaft, Energie)
- Fachgruppen (Akustik und Thermische Bauphysik, Arbeitsschutz und Arbeitsmedizin, Architektur und Technik, Aufzugs- und Fördertechnik, Ausschreibung-Vergabe-Abrechnung, Erneuerbare Energien, Elektro-, Licht- und Informationstechnik, Geotechnik, GIS und Vermessung, Industrie, Infrastruktur, Konstruktiver Ingenieurbau, Öffentlich bestellte und vereidigte Sachverständige, Projekt- und Facility Management, Steuern im Ausland, Technische Ausrüstung, Technisch-Wirtschaftliche Unternehmensberatung)
- Arbeitskreise (Bahn, Building Information Modelling, Energieeffizienz, Geothermie (tief und oberflächennah), IT und Rationalisierung, Kommunalberatung, Vergabe und Vertragsrecht, Wasserstraßen).

Weitere Arbeitskreise und Arbeitsgruppen werden temporär zu aktuellen Fragestellungen eingerichtet.
Die hauptamtliche Bundesgeschäftsstelle in Berlin unterstützt die VBI-Mitglieder und VBI-Fachgremien bei deren ehrenamtlichen Aktivitäten.
Einen Sonderstatus im VBI nehmen die Young Professionals ein. Die YP bilden ein Netzwerk von Unternehmern und Mitarbeitern aus den VBI-Mitgliedsunternehmen bis 45 Jahre mit einer eigenen Struktur innerhalb des Verbandes.

## Mitgliedschaften
Der VBI ist unter anderem Mitgliedsverband im Bundesverband Freier Berufe BFB und im Bundesverband der Deutschen Industrie BDI. Er ist Mitgliedsverband des europäischen Dachverbands EFCA und des Weltverbands der Beratenden Ingenieure FIDIC.

## Veröffentlichungen
Der Verband gibt folgende regelmäßige Publikationen heraus:
- Zeitschrift Ingenium, Zeitschrift für Planen und Bauen, KÖLLEN DRUCK+VERLAG GmbH, Bonn
- VBI-Nachrichten, online-Mitgliederinformation, Berlin
- VBI-Schriftenreihe, Arbeitshilfen für Ingenieure und Architekten
- VBI-Praxisinfo, Informationen für Auftraggeber